# Etimesgut
Etimesgut ist ein Landkreis (İlçe) der türkischen Provinz Ankara. Etimesgut hieß früher Ahimesut und wurde am 19. August 1990 durch das Gesetz 3644 gebildet. Zuvor gehörte er dem Landkreis Yenimahalle an. Etimesgut grenzt an die Landkreise Yenimahalle und Sincan und gehört zum Stadtgebiet von Ankara. Stadt und Landkreis Etimesgut sind flächen- und einwohnermäßig identisch. Etimesgut war bis in die 1990er Jahre Standort eines Langwellenrundfunksenders, der auf der Frequenz 198 kHz sendete. In Etimesgut befindet sich ein mittlerweile ausschließlich militärisch genutzter Flughafen.

## Einwohner
| Jahr      | 1927 | 1950  | 1990   | 1997    | 2000    | 2005    | 2010    | 2015    | 2020    | 2022    |
| --------- | ---- | ----- | ------ | ------- | ------- | ------- | ------- | ------- | ------- | ------- |
| Einwohner | 200  | 6.506 | 69.960 | 126.182 | 171.293 | 274.126 | 386.879 | 527.959 | 595.305 | 614.891 |

## Sport
Der Fußballverein Etimesgut Şekerspor spielte in der Saison 2007/08 in der Türkiye İkinci Lig B-Kategorisi.